# Stadtbahngeländer

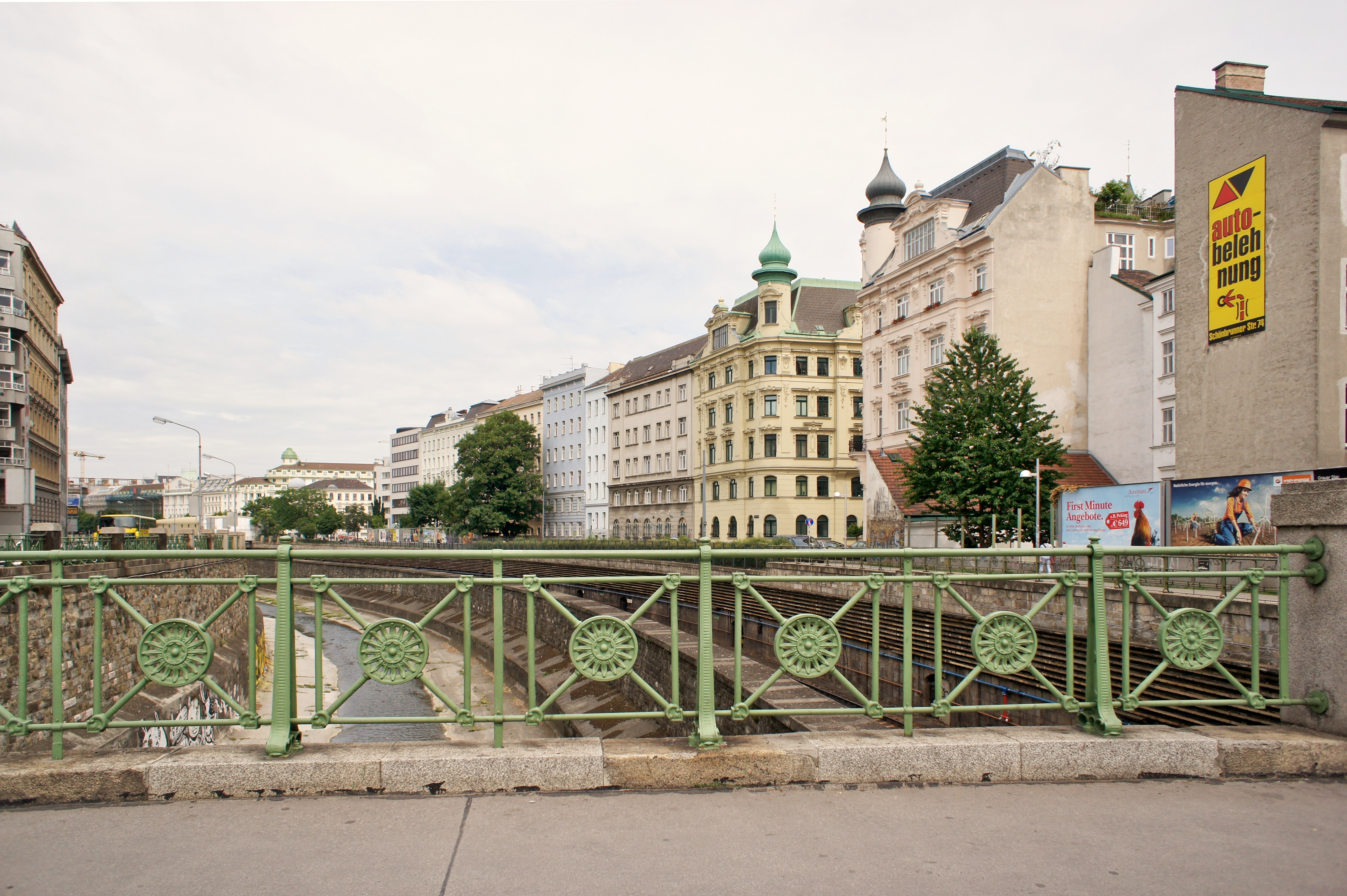
Stadtbahngeländer auf der über den Wienfluss führenden Reinprechtsdorfer Brücke

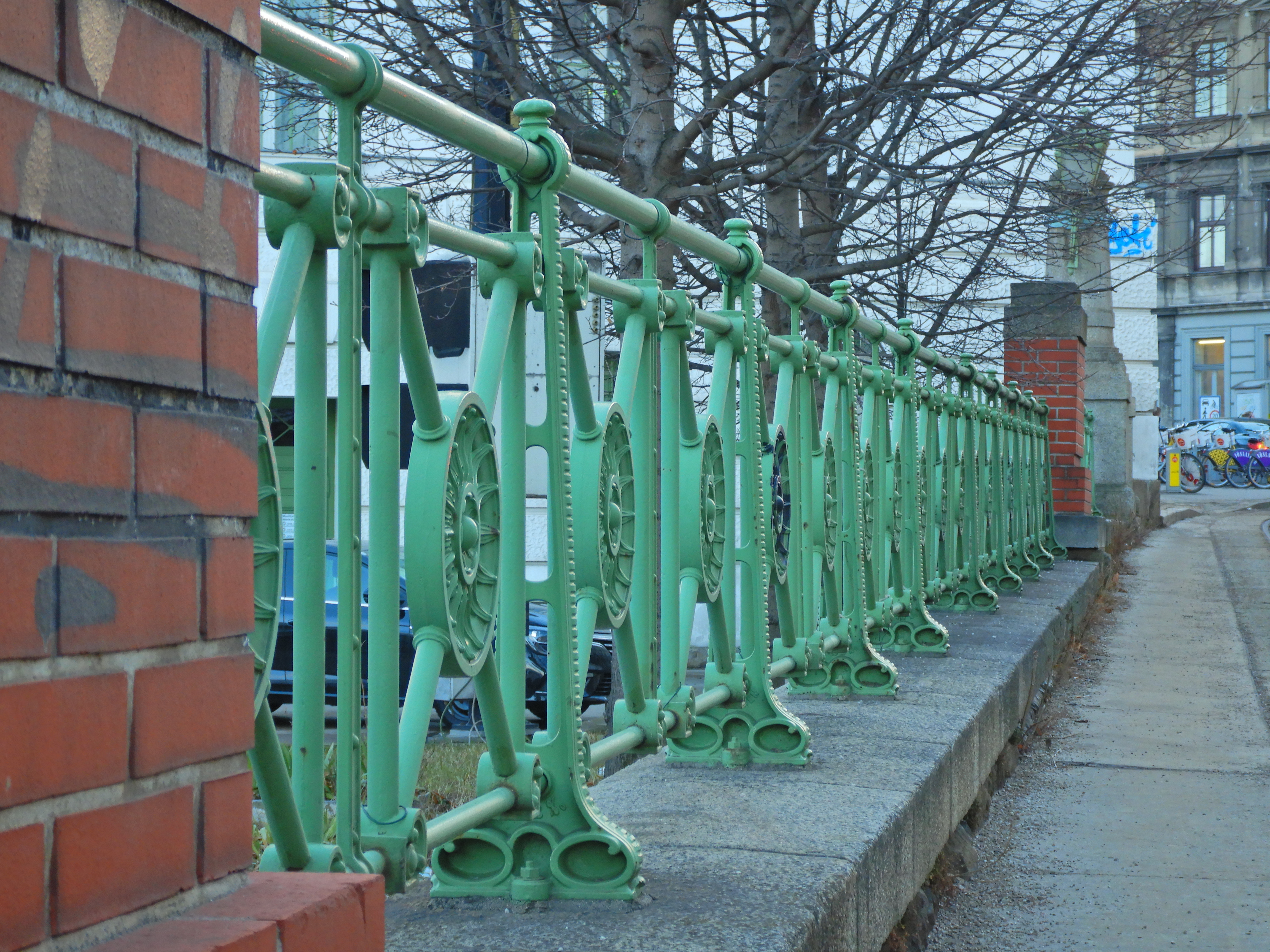
Stadtbahngeländer bei der Station Michelbeuern

Feierliche Eröffnung der Stadtbahn unter Teilnahme von Kaiser Franz Joseph I. am 9. Mai 1898 in Michelbeuern, das Geländer im ursprünglichen Hellbeige

Die Stadtbahngeländer, auch Sonnenblumengeländer oder nach ihrem Schöpfer Otto-Wagner-Geländer genannt, sind eine besondere Form der Stadtmöblierung in der österreichischen Bundeshauptstadt Wien und einigen anderen Orten der ehemaligen Habsburgermonarchie.

## Zweck und Geschichte
Die Stadtbahngeländer haben fünf verschiedene Aufgaben:
- die beidseitige Absicherung der auf Stadtbahnbögen, Brücken und Viadukten verlaufenden Hochbahnstrecken gegenüber der ebenerdigen Umgebung
- die beidseitige Absicherung des ebenerdigen Geländes gegenüber den offenen Trasseneinschnitten der Tiefbahnstrecken
- die einseitige Absicherung des Franz-Josefs-Kais beziehungsweise der Stadtbahngalerie gegenüber dem tiefer liegenden Vorkai des Donaukanals
- die beidseitige Absicherung der über die Tiefbahneinschnitte sowie den Wienfluss führenden Brücken
- die Absicherung der Stiegen in den größeren Stadtbahnstationen

Die 1895 vom Architekten und Stadtplaner Otto Wagner entworfenen, gusseisernen Geländer im Jugendstil entstanden als Nebenprodukt der 1898 eröffneten Wiener Stadtbahn und stehen, wie deren gesamte Anlage, unter Denkmalschutz. Sie sind mit einem besonders hohen Wiedererkennungseffekt verbunden und prägen insbesondere das Wiener Stadtbild. Seltener verwendete Alternativbezeichnungen sind Stadtbahngitter, Sonnenblumengitter und Otto-Wagner-Gitter.
Die hüfthohen, zusammen kilometerlangen, Geländer sind heute überwiegend im speziellen Farbton Resedagrün gestrichen. Diese Lackierung etablierte sich allerdings erst in den 1950er Jahren, zuvor waren sie hellbeige. Die präfabrizierten Geländer entsprechen dabei dem Gedanken der Serienfertigung in der hochindustrialisierten Zeit um 1900. Als Hersteller fungierten die Eisengußwerke Rudolph Philip Waagner in Wien sowie Breitfeld, Daněk & Co. in Blansko.
Abgesehen von den ehemaligen Stadtbahnstrecken sind die Geländer auch an zahlreichen weiteren Stellen im gesamten Wiener Stadtgebiet anzutreffen. 

## Standardmodell
Das zu den oben aufgeführten Zwecken überwiegend verwendete quadratische Standardgeländer ist je Element circa 75 Zentimeter hoch und 75 Zentimeter breit, die Tiefe beträgt circa acht Zentimeter. Es besteht aus einem mittigen, kreisrunden Ornament in Rosettenform – das als lodernde Sonne, Sonnenblume oder Sonnenrad interpretiert werden kann – und vier als Halterung dienenden dünnen Diagonalstreben, die in die Ecken des Quadrats führen. Von diesen Quadraten wiederum hängen zumeist zwei mit der Verlängerung ihrer Horizontalen in einem größeren Rechteck aus Handlauf und Stütze. Weiter wird diesem 1895 geschaffenen Muster nachgesagt, dass es die Initialen seines Schöpfers Otto Wagner trägt.

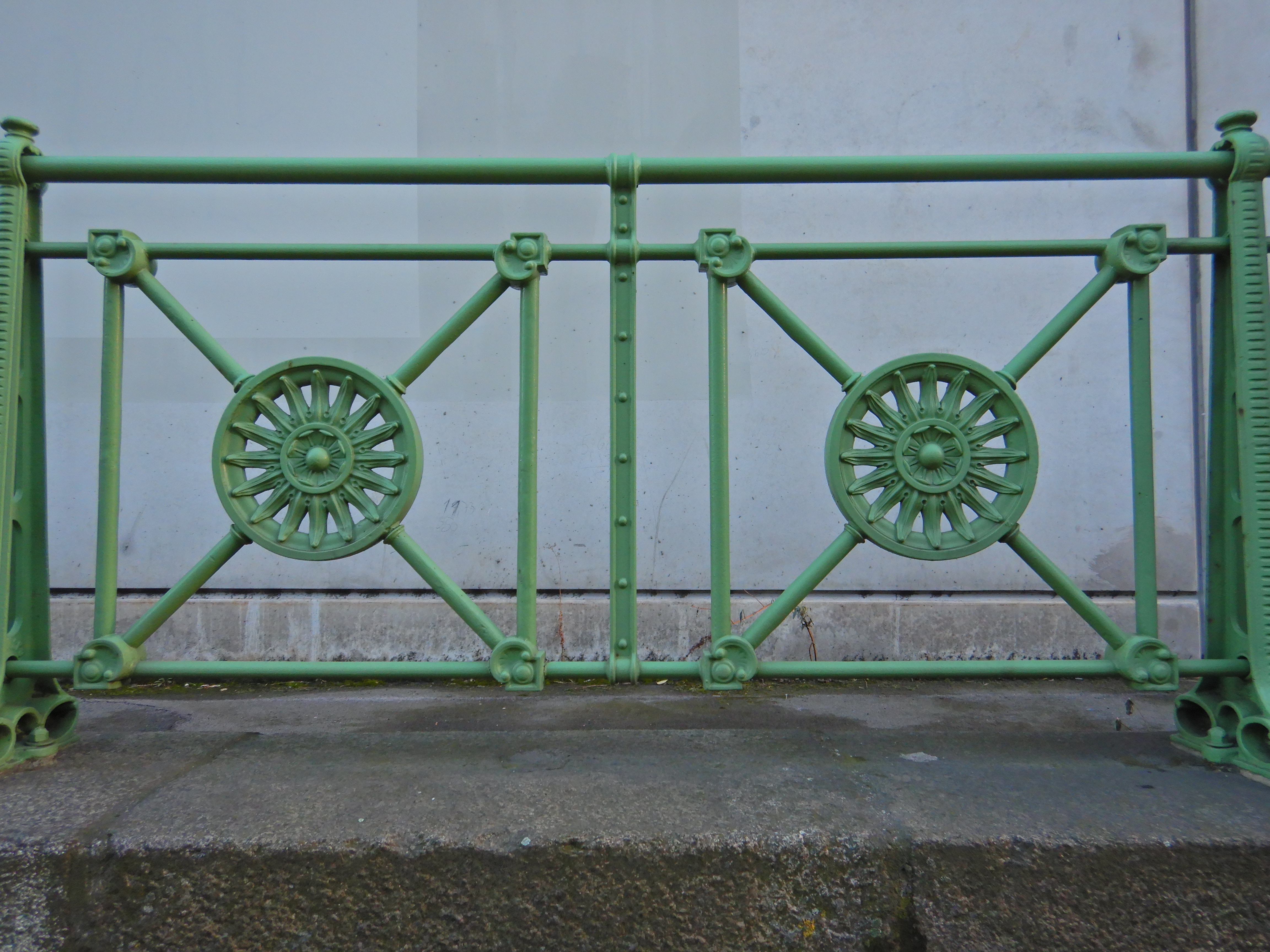
Detailansicht eines aus zwei Elementen bestehenden Segments des Standardgeländers
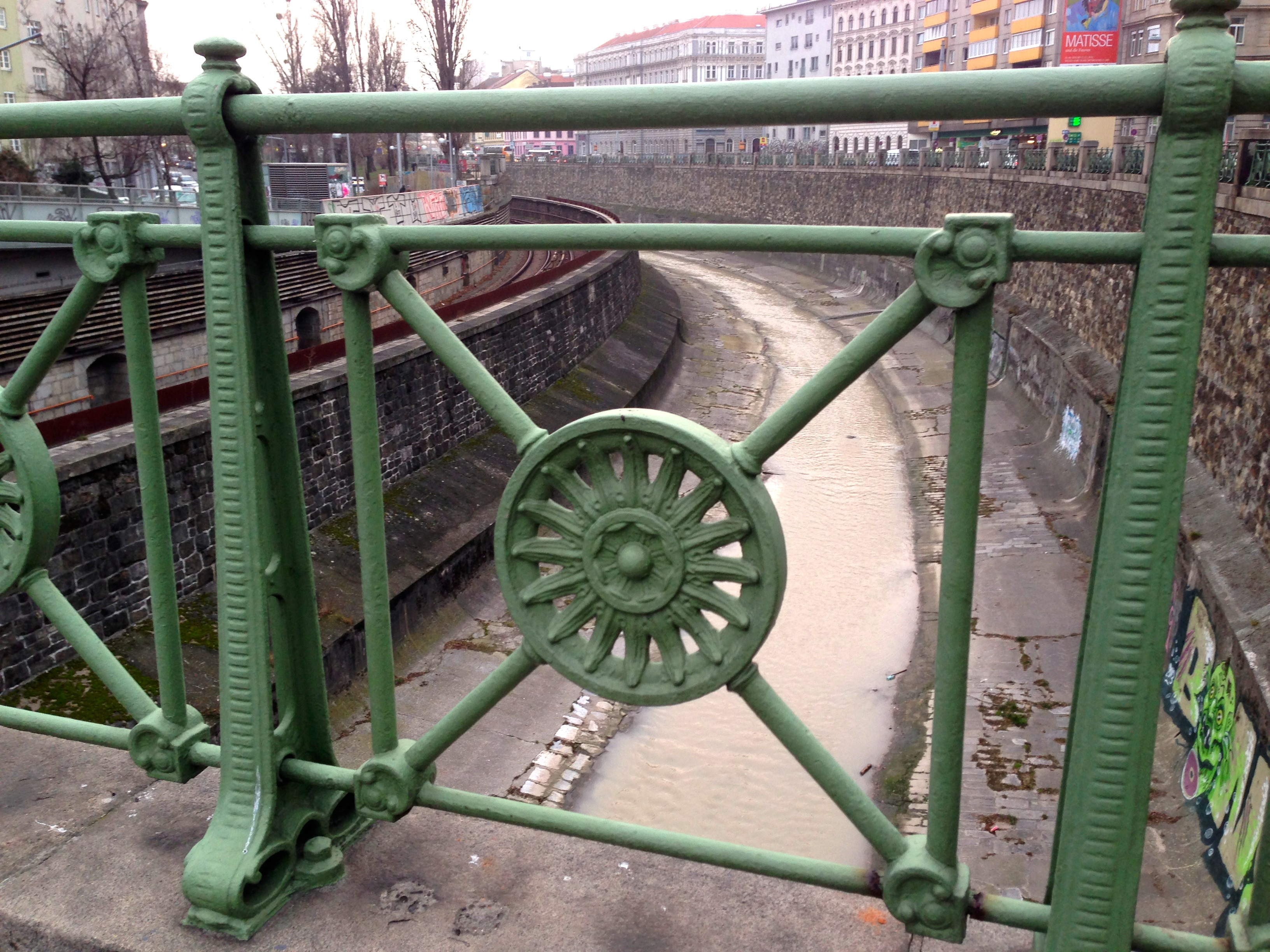
Detailansicht eines Einzelsegments
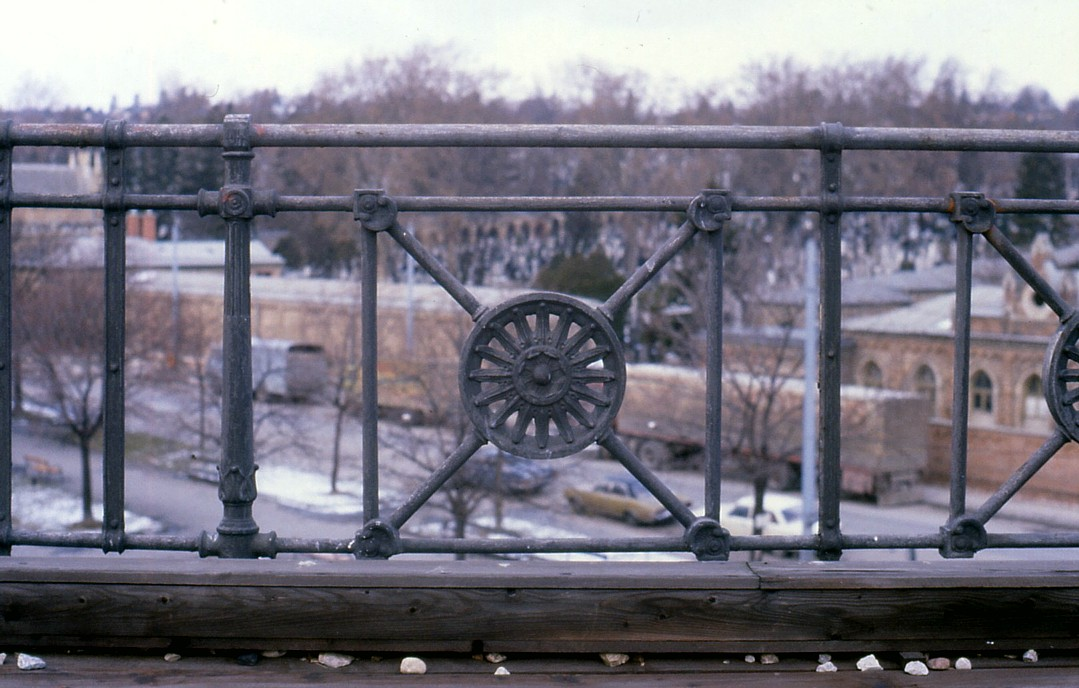
Abweichende Anordnung in Hernals
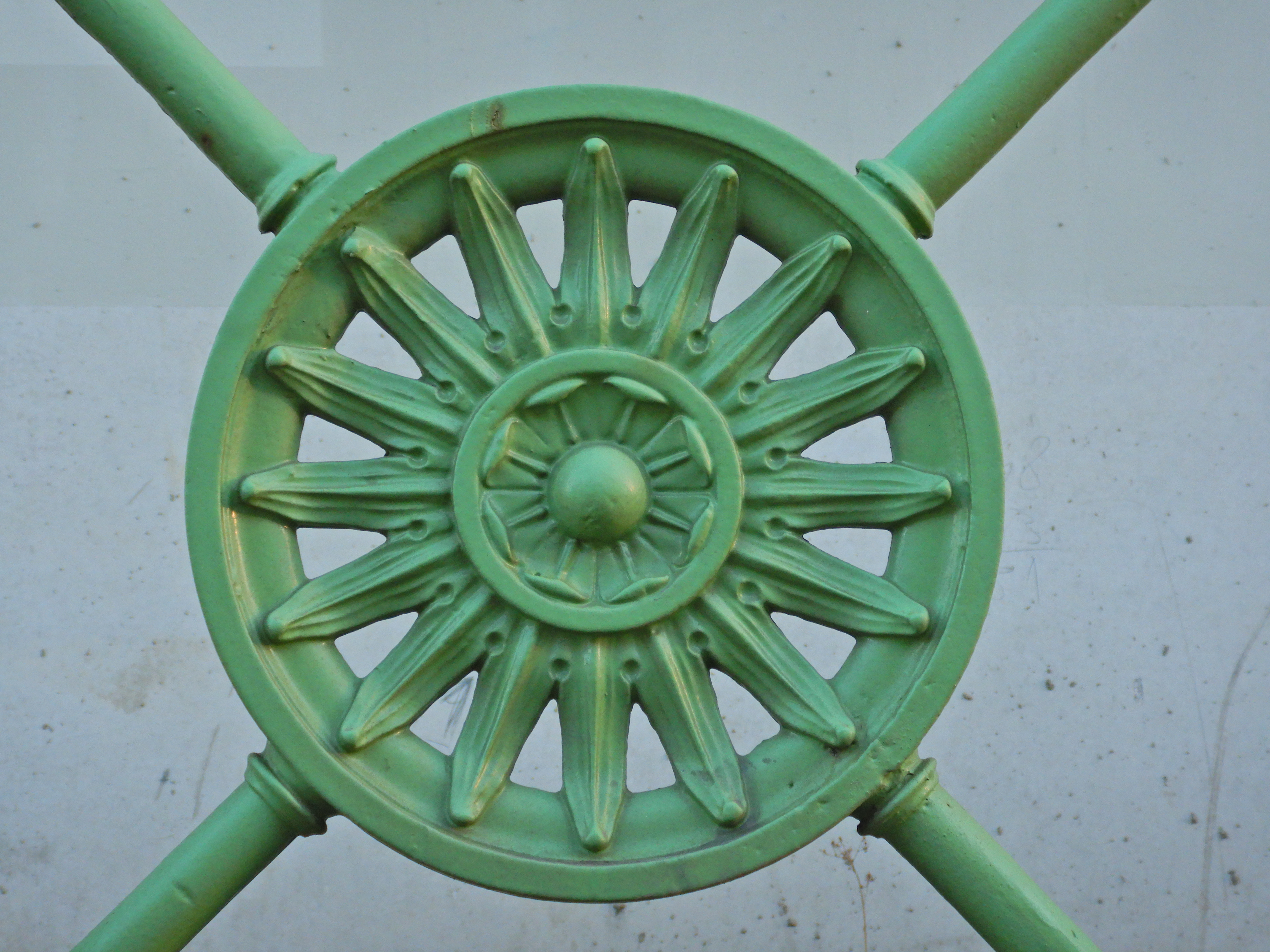
Detailansicht des mittigen Ornaments
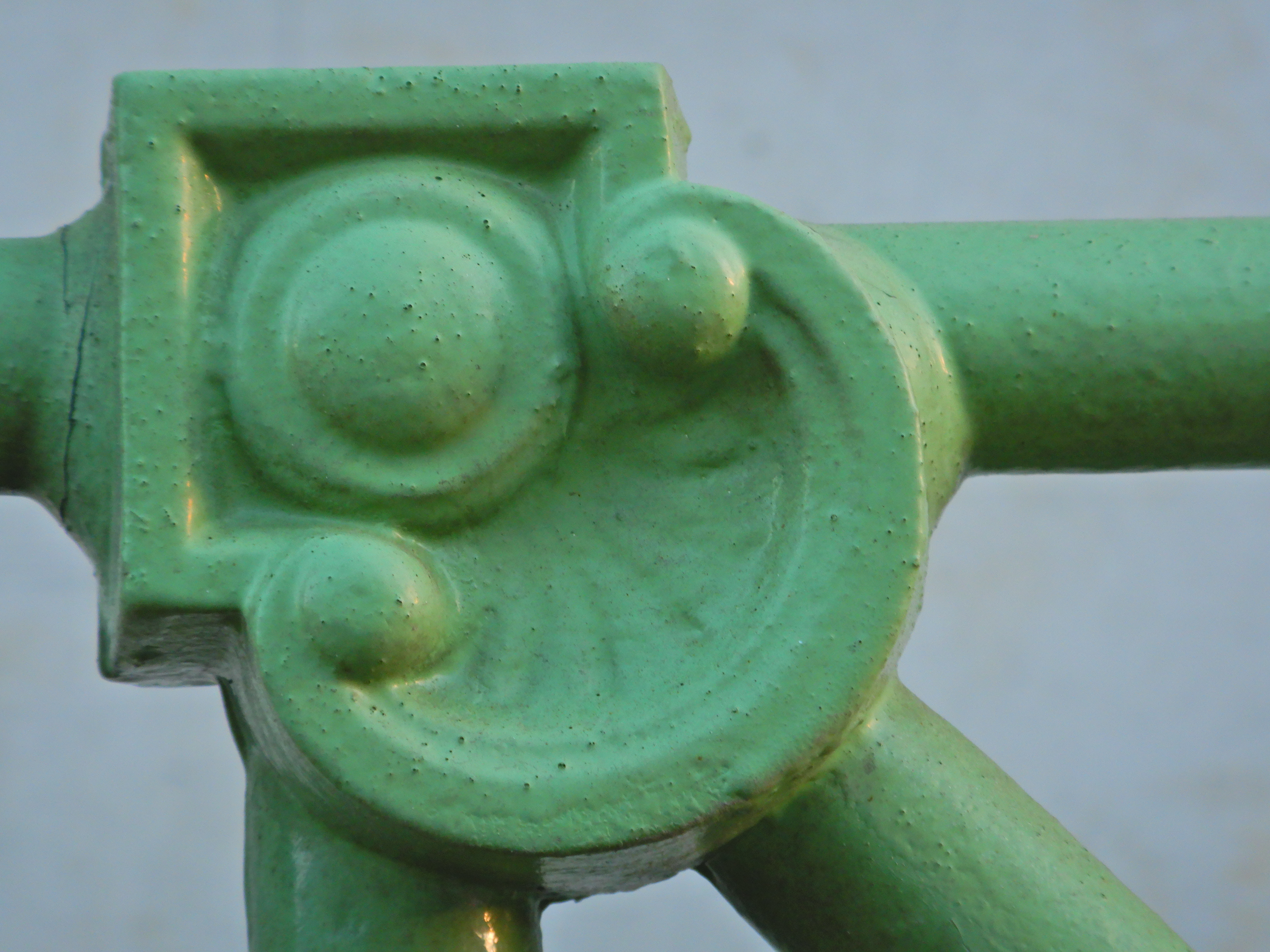
Detailansicht eines Eckstücks
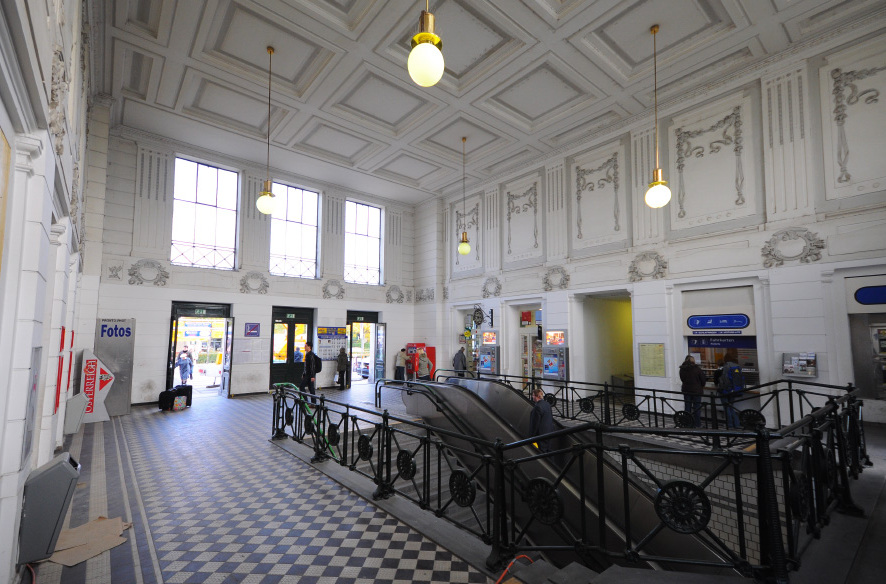
Stiege im nördlichen Aufnahmsgebäude des Bahnhofs Wien Hütteldorf
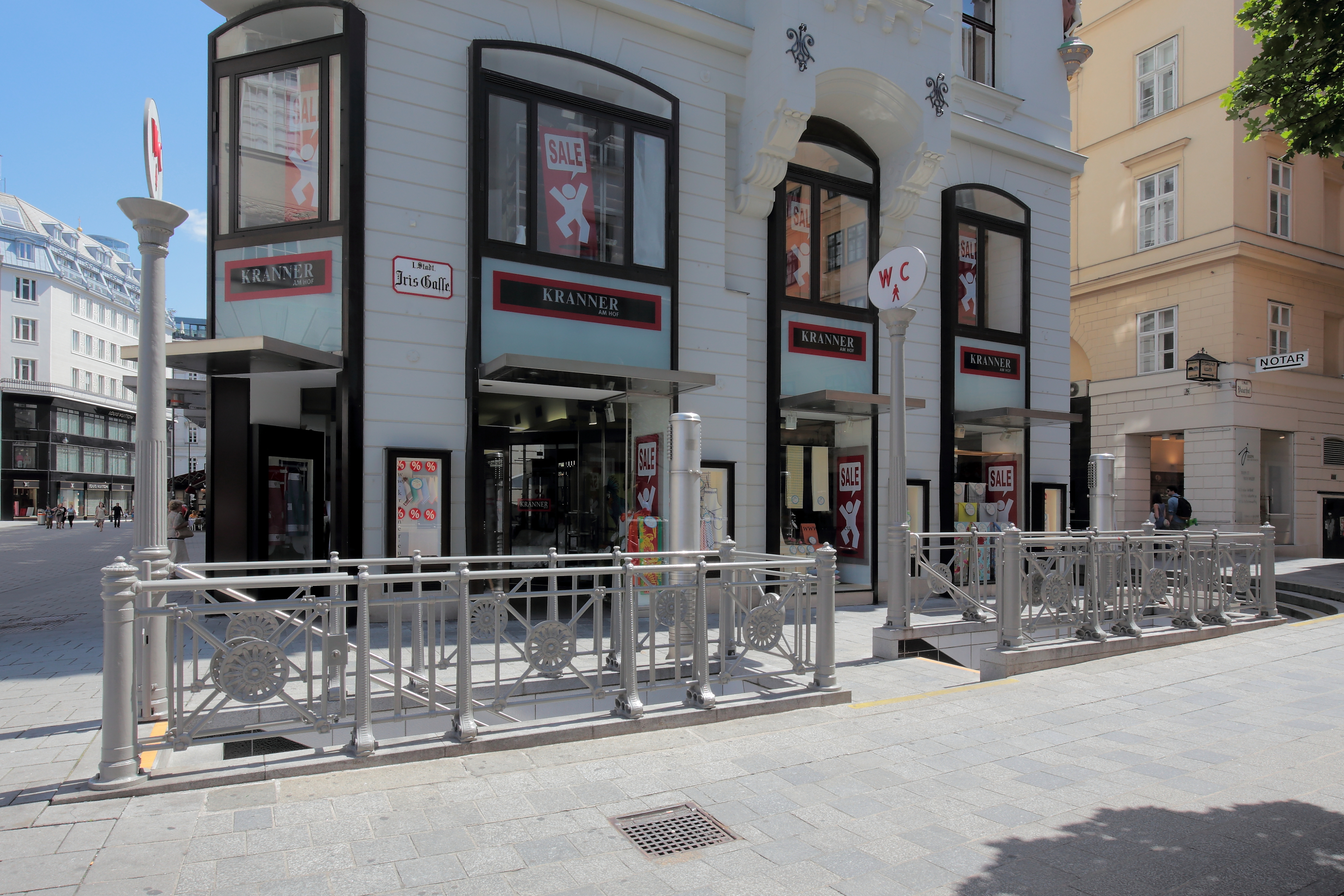
Silberne Sonnenblumengeländer flankieren die Stiegen der öffentlichen Bedürfnisanstalt in der Irisgasse

### Verwendung außerhalb Wiens
Außerhalb Wiens kann beziehungsweise konnte das Sonnenblumengeländer noch in mindestens zehn weiteren Orten angetroffen werden:
- Im kroatischen Dubrovnik (Ragusa) finden sich Sonnenblumengeländer in der gesamten Stadt. U. a. sichert ein Sonnenblumengitter im Ortsteil Boninovo bis heute auf der zum Teil als Hangbrücke ausgeführten Küstenstraße Ulica branitelja Dubrovnika den Gehweg zur Adria hin ab. Als Produzent des dortigen Geländers ist jedoch Ignaz Gridl überliefert.[6] Weiters sichert ein derartiges Geländer die Straße Ulica Frana Supila in der Vorstadt Ploče - iza Grada oberhalb des Stadtstrandes Banje. Beim 2012 begonnenen Umbau der südlichen Stadteinfart Ilijina Glavica wurden zur Gehwegsicherung ebenfalls Sonnenblumengeländer eingesetzt.
- Am Bahnhof der mährischen Stadt Břeclav (Lundenburg) diente ein Otto-Wagner-Geländer bis zu dessen Modernisierung als Sicherung der Bahnsteigabgänge.
- Am Bahnhof der mährisch-schlesischen Stadt Bohumín (Oderberg) dienen Otto-Wagner-Geländer als Sicherung der Bahnsteigabgänge.
- Am Bahnhof Bad Aussee sichert ein Sonnenblumengeländer den Hausbahnsteig ab
- In der niederösterreichischen Marktgemeinde Pottenstein weist die 1908 eröffnete Straßenbrücke über die Triesting ein Otto-Wagner-Geländer auf. Zwar musste die alte Brücke 1988 einem Stahlbeton-Neubau weichen, wobei das historische Geländer aber weiter verwendet wurde.[7]
- Die unmittelbar beim Stift Zwettl gelegene Straßenbrücke über den Kamp erhielt anlässlich ihrer 1902 erfolgten Verbreiterung ein neues Eisengeländer nach dem Muster der Wiener Stadtbahn. Bei der Renovierung im Jahr 1965 wurde dieses durch ein einfaches Stabwerk ersetzt.[8]
- In Linz.[9]
- Im tschechischen Brünn.[10]
- Im polnischen Krakau, etwa entlang der Bahnstrecke vom Flughafen zum Bahnhof Kraków Główny.
- im Bahnhof Liberec in Tschechien.

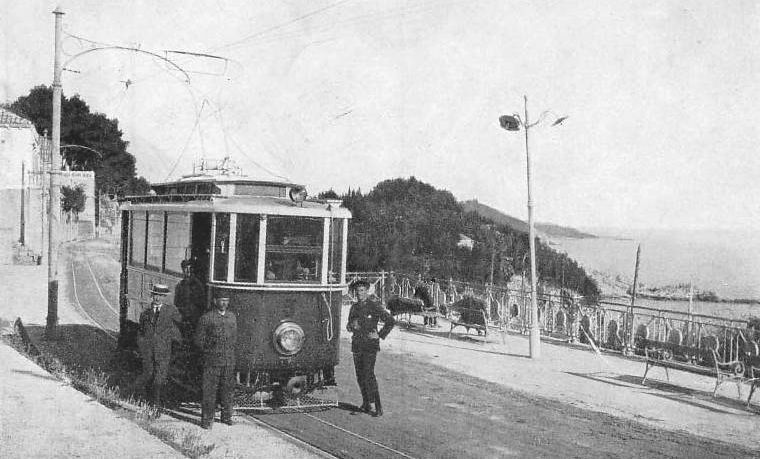
Um 1912 in Dubrovnik
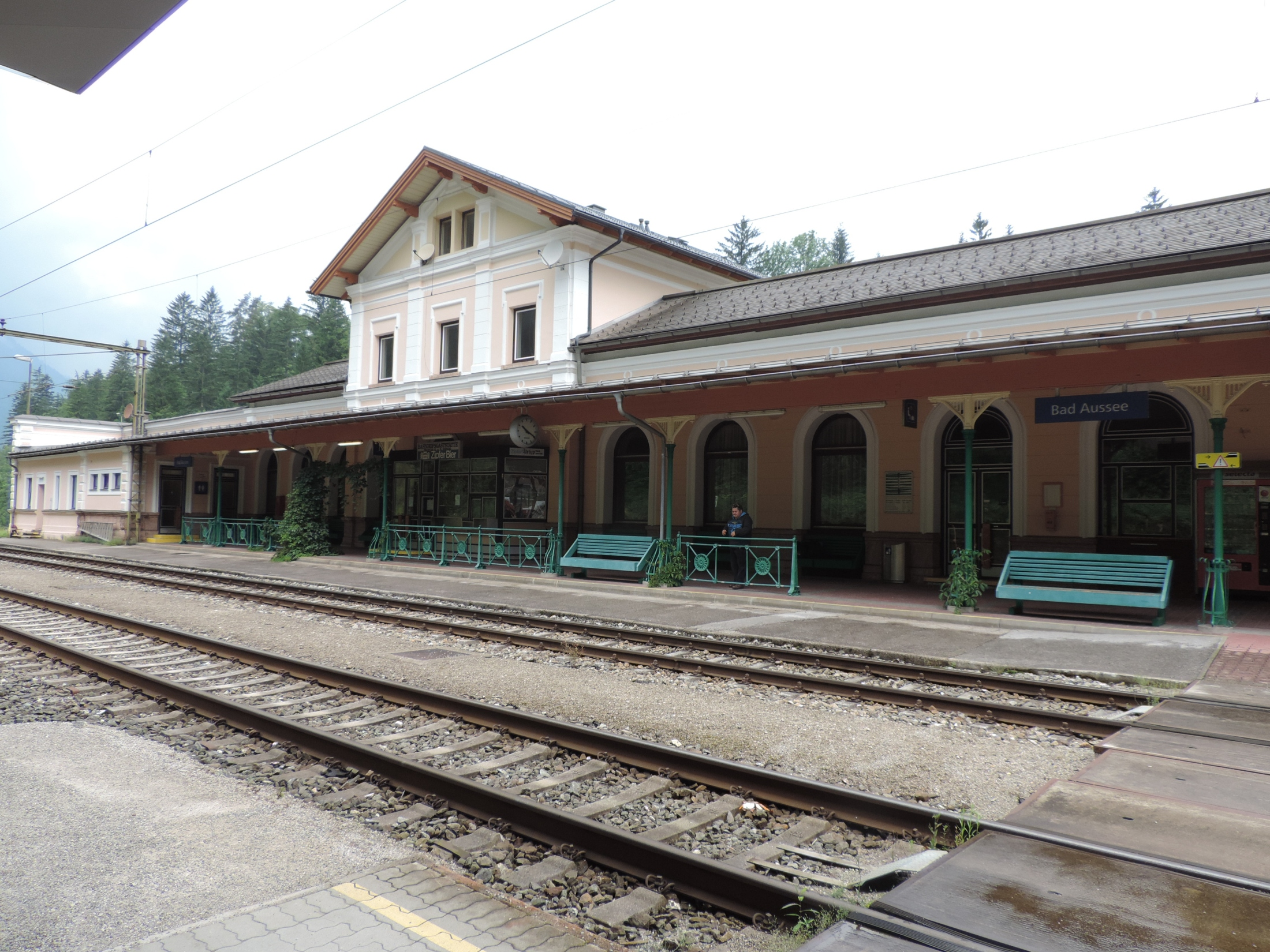
Bahnhof Bad Aussee
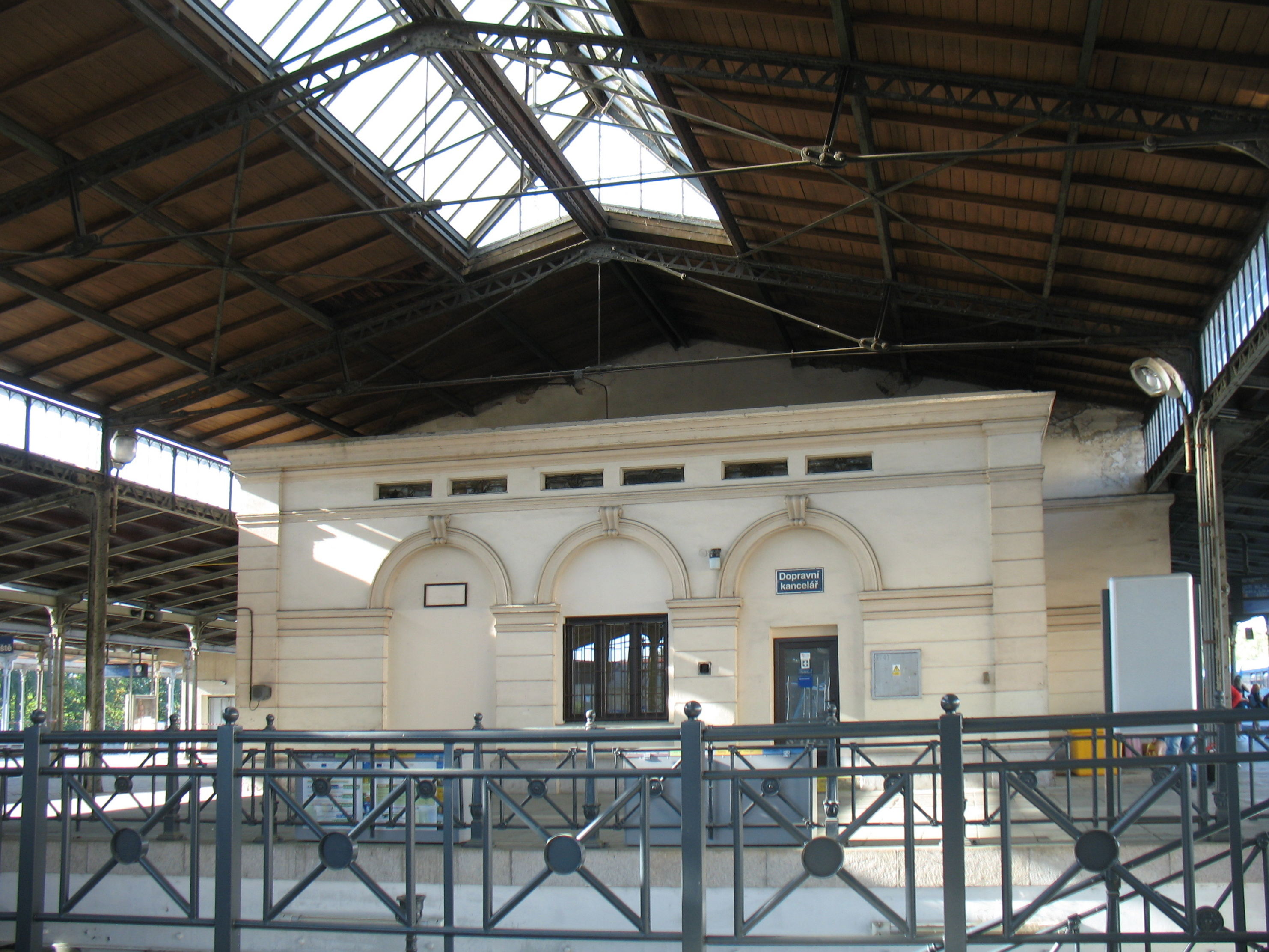
Bahnhof Liberec

## Alternative Ausführungen
Über das Standardgeländer mit dem Sonnenblumenmotiv hinaus finden in Wien noch fünf weitere Modelle Verwendung:
|  | Rund um den Hietzinger Hofpavillon entschied sich Wagner für ein besonders elegantes Geländermodell, das secessionistische Züge trägt. Seit der 2014 abgeschlossenen Sanierung tragen diese wieder ihren ursprünglichen Grünton, der dunkler ausfällt als das zwischenzeitlich auch dort verwendete Resedagrün. |
|  | Am Franz-Josefs-Kai, an der Rossauer Lände und an der Radetzkybrücke kam ein etwas stärker ornamentiertes Modell mit einem Ringmotiv in Form von jeweils drei stilisierten Lorbeerkränzen je Segment zur Anwendung. Ein solches Segment auf Höhe Biberstraße, beim Abgang zum Badeschiff, wurde wieder im ursprünglichen Hellbeige restauriert und anlässlich Otto Wagners 100. Todestag am 11. April 2018 der Öffentlichkeit vorgestellt. Die Lorbeerkränze waren ein beliebtes Stilmittel Wagners, sie sollen den Sieg des Jugendstils über den Historismus formulieren. Die Geländer am Donaukanal sind nicht mehr alle original, sie wurden teilweise in den 1970er Jahren originalgetreu in Aluminiumguss wiederhergestellt, als die dortige Galeriestrecke für den U-Bahn-Betrieb adaptiert werden musste. |
|  | Im Bereich der Stiegen beziehungsweise Rampen zwischen dem Franz-Josefs-Kai und dessen tiefer liegendem Vorkai ist ein Modell anzutreffen, dass aus einem größeren und einem kleineren Maschendrahtgitter besteht. Diese Variante ist auch rund um die Wehranlage und Schleuse Kaiserbad am gegenüberliegenden Ufer des Donaukanals zu finden, dort allerdings Weiß statt Resedagrün gestrichen. |
|  | In den zur Bauzeit noch weniger dicht besiedelten Gegenden der Stadt, zum Beispiel entlang der westlichen Unteren Wientallinie, im Bereich des Verbindungsbogens oder zwischen den beiden Türkenschanztunnels der Vorortelinie kam hingegen eine deutlich schlichtere Variante mit drei horizontalen Rohrdurchzügen und ohne Verzierungen zum Einsatz, so wie auf der Abbildung links beim Badhaussteg. Im Hintergrund das später gebaute Amtshaus für den 13. und 14. Bezirk. |
|  | Die einfachste Geländervariante existiert auch in einer Variante mit Maschendrahtgitter |

### Galerie

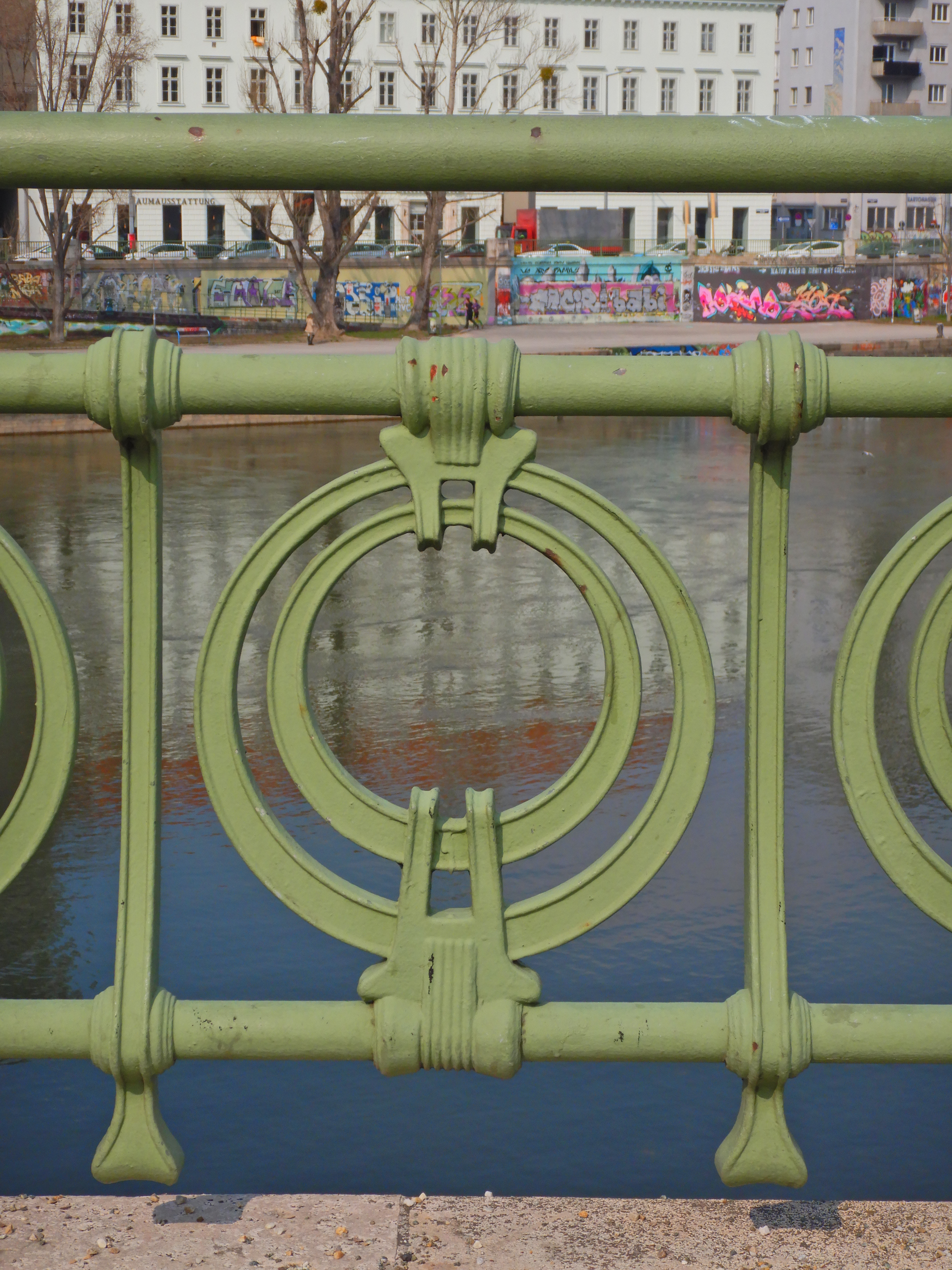
Detailansicht eines Lorbeerkranzes
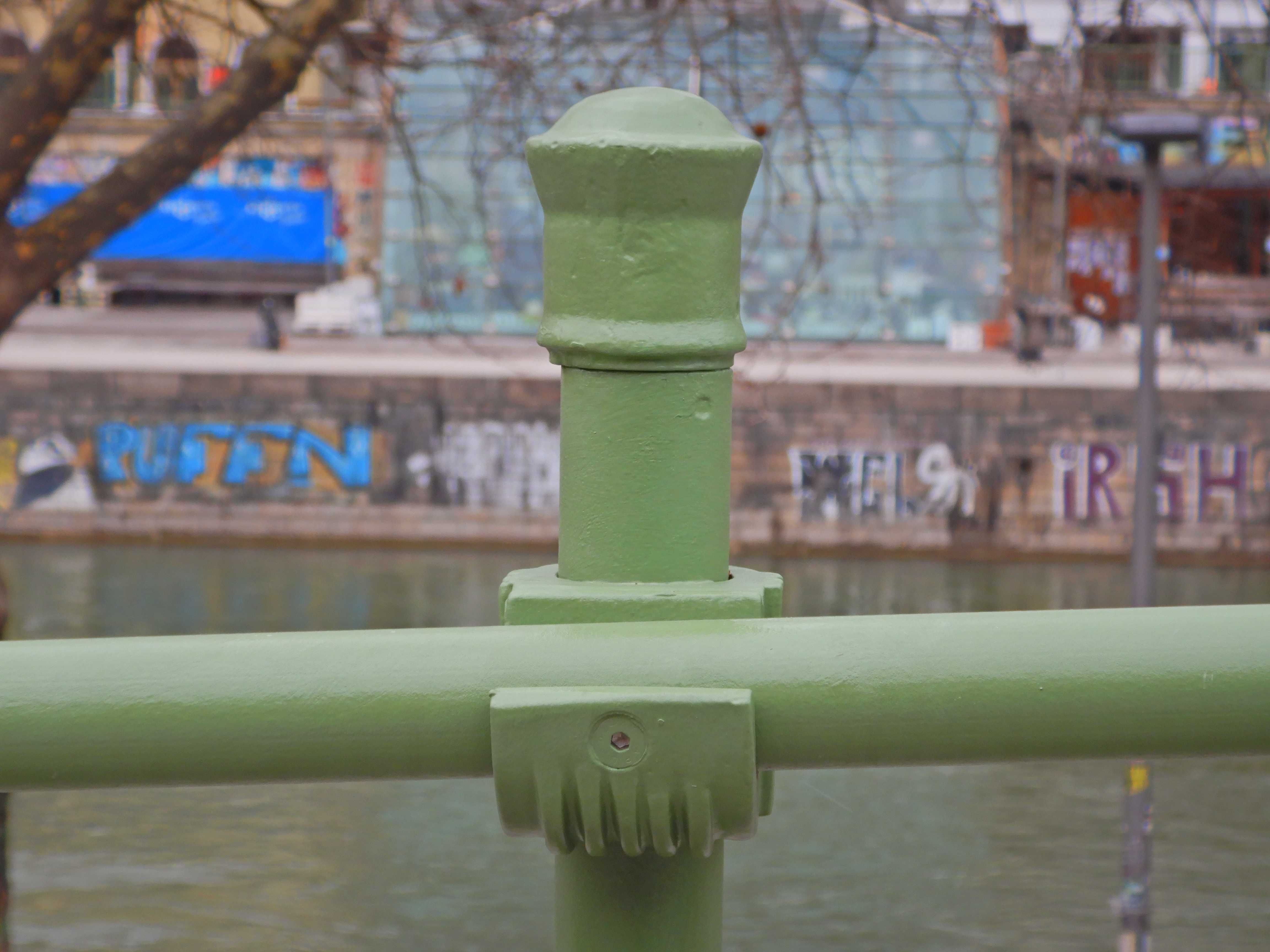
Detailansicht des Geländers auf Höhe der Salztorbrücke
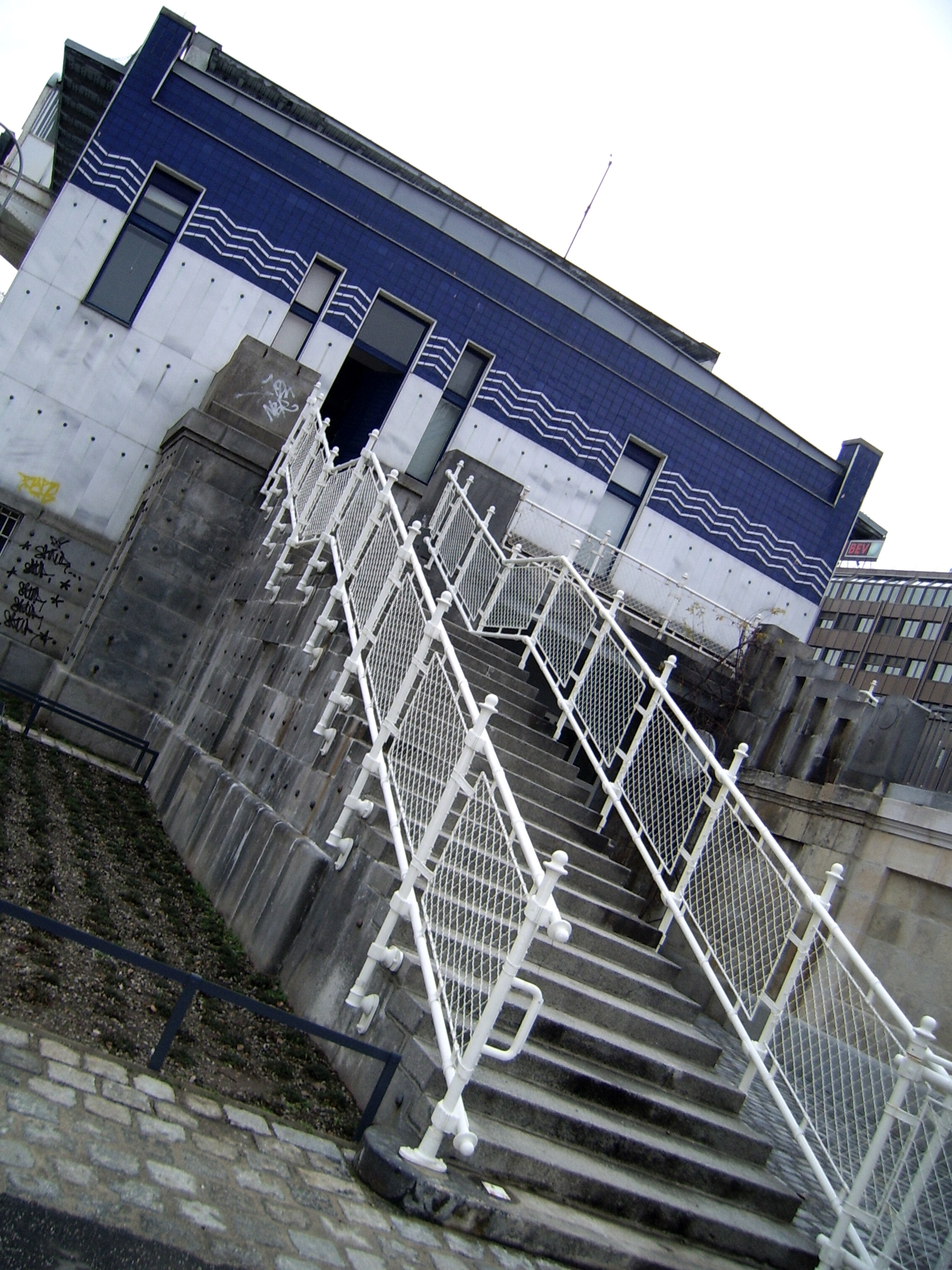
Weißes Geländer bei der Wehranlage und der Schleuse Kaiserbad
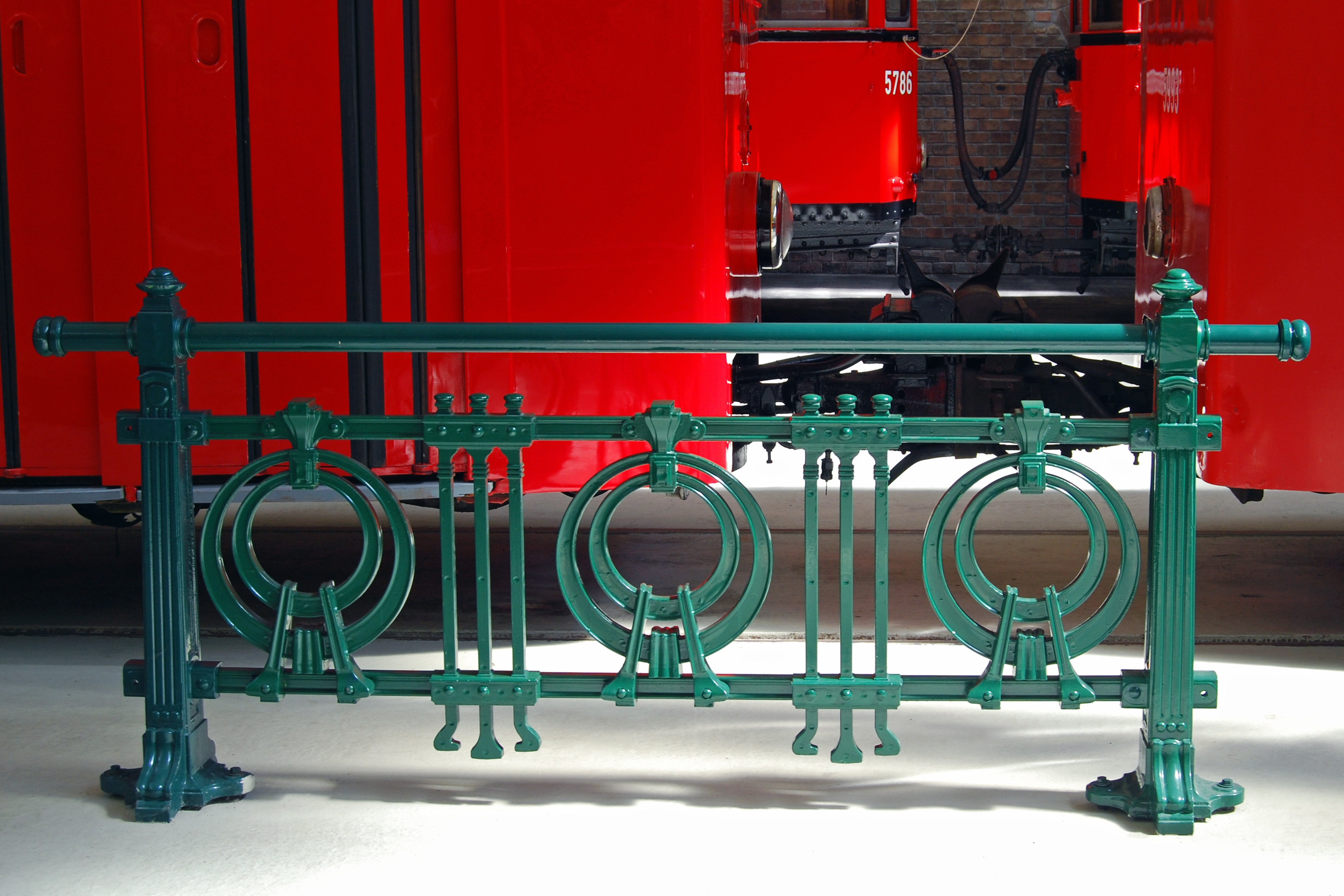
Ausstellungsstück im Verkehrsmuseum Remise der Wiener Linien
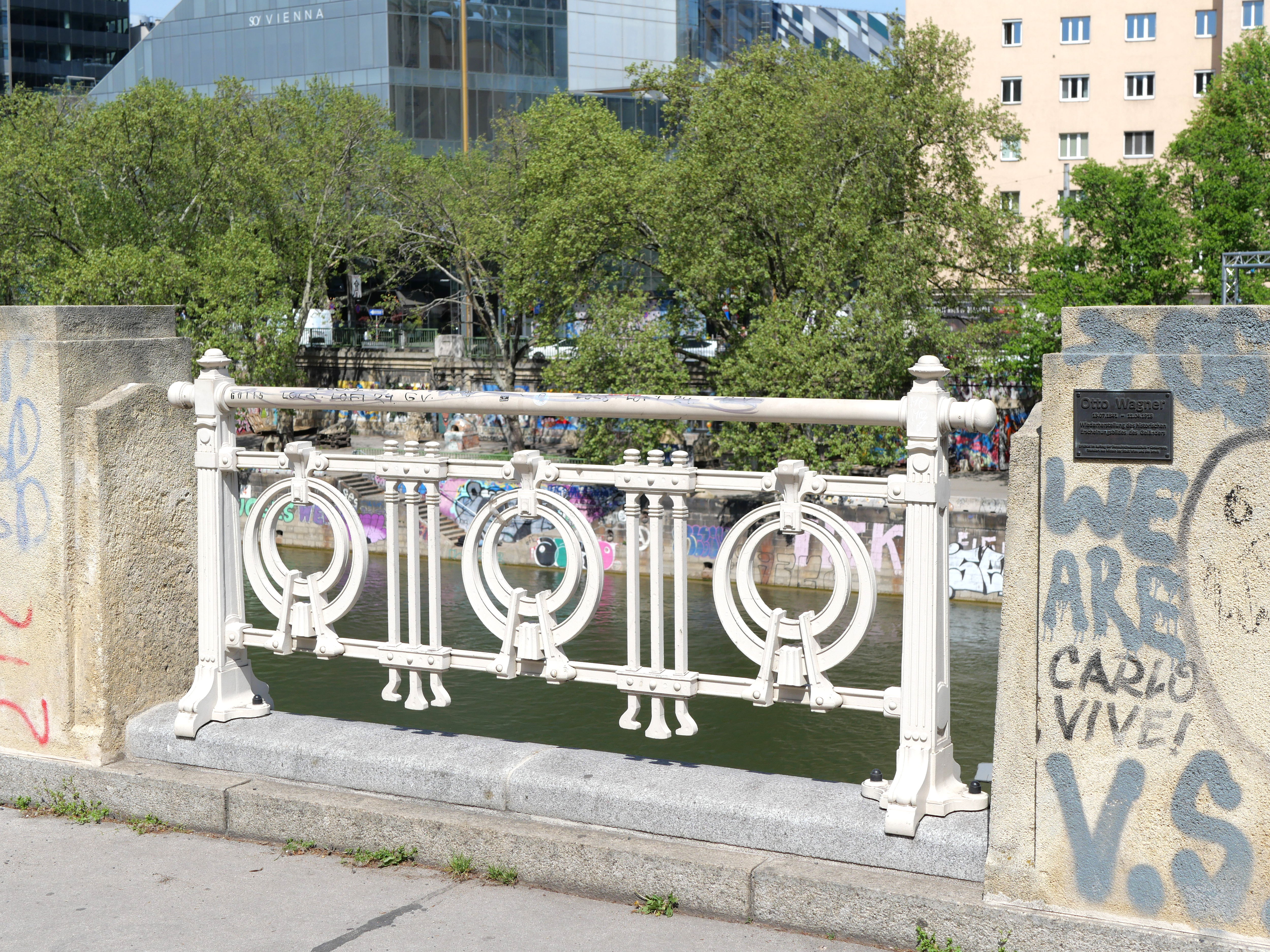
Rekonstruierter hellbeiger Anstrich am Franz-Josefs-Kai

## Rezeption
Das Wien Museum und das Museum of Modern Art in New York besitzen je ein Stück Originalgeländer. Das Sonnenblumengeländer in Wien wird digital gezeigt, ebenso das Lorbeerkranzgeländer in den Vereinigten Staaten, das sich in einem Depot befindet.